# Mistrzostwa Azji w Biegach Przełajowych 2014
12. Mistrzostwa Azji w Biegach Przełajowych – zawody lekkoatletyczne w przełajach, które odbyły się 22 lutego 2014 w japońskim mieście Fukuoka.

## Rezultaty

### Seniorzy
| Konkurencja:           | Złoto        | Wynik | Srebro             | Wynik | Brąz             | Wynik |
| Bieg na 10 km mężczyzn | Aweke Ayalew | 28:52 | Isaac Korir        | 29:01 | Alemu Bekele     | 29:19 |
| Bieg na 6 km kobiet    | Tejitu Daba  | 19:23 | Alia Mohamed Saeed | 19:30 | Mimi Gebreiorges | 19:55 |

### Juniorzy
| Konkurencja:          | Złoto           | Wynik | Srebro         | Wynik | Brąz         | Wynik |
| Bieg na 8 km mężczyzn | Kazuto Kawabata | 24:20 | Kento Hanazawa | 24:21 | Yuichi Yasui | 24:32 |
| Bieg na 6 km kobiet   | Yūka Kobayashi  | 20:25 | Yuri Nozoe     | 20:25 | Maki Izumida | 20:30 |